# Nowy Dwór Królewski
Nowy Dwór Królewski Lengyelországban található falu Kujávia-pomerániai vajdaságban, a középkorban jött létre. Az első népszámlálást 1773-ban tartották.
A falu legnagyobb nevezetessége az 1875-ben épült, neoklasszicista stílusjegyeket hordozó palota.

## Népesség
- 1773: 44 fő
- 1864: 97 fő
- 1885: 72 fő
- 1910: 135 fő
- 1921: 169 fő, ebből 165 római katolikus, 4 protestáns.
- 1993: 175 fő
- 1995: 137 fő

## Éghajlat
A falu évi csapadékmennyisége 550 milliméter.
- Átlaghőmérsékletek:
- Január -1 °C
- Április 8 °C
- Július 17 °C
- Október 9 °C

## Galéria

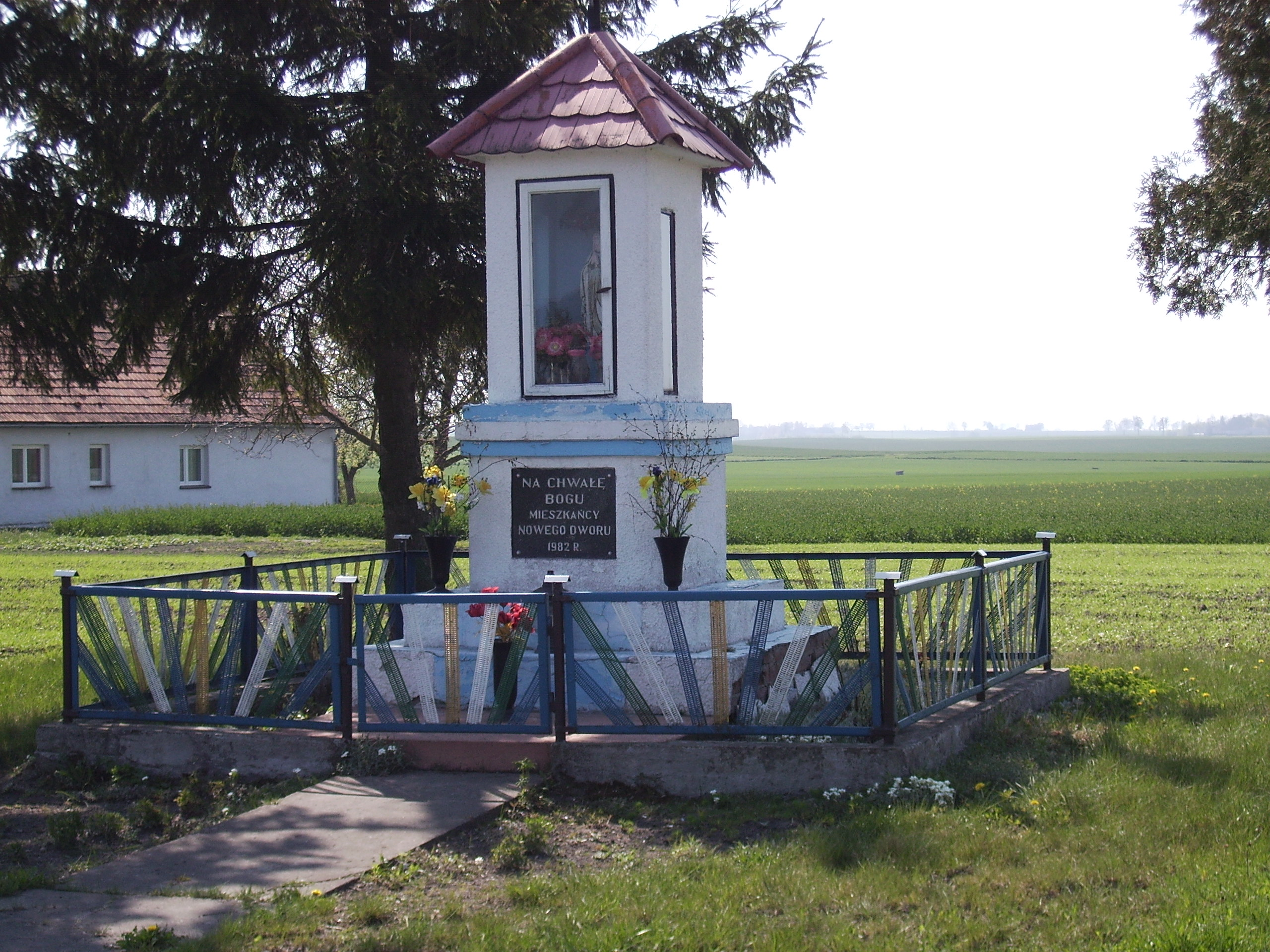
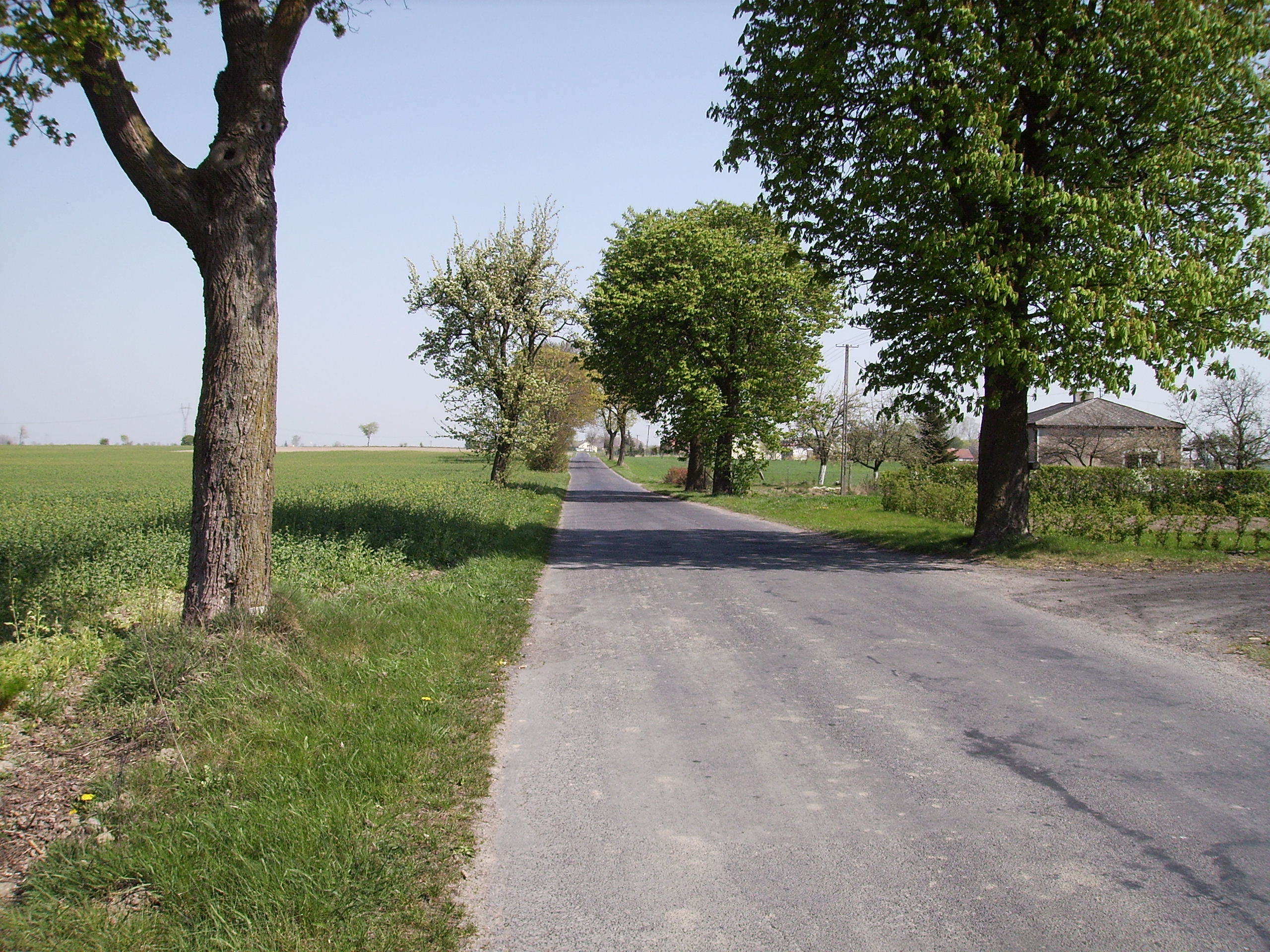

1. ↑  https://bdl.stat.gov.pl/api/v1/data/localities/by-unit/040410704052-0848115?var-id=1639616&format=jsonapi. (Hozzáférés: 2022. október 3.)